# Fabio Stassi
Fabio Stassi (Roma, 2 maggio 1962) è uno scrittore e paroliere italiano di etnia arbëresh.

## Biografia
Di famiglia proveniente da Piana degli Albanesi (Sicilia), è bibliotecario presso la Biblioteca di Studi Orientali della Sapienza. Ha scritto i suoi libri viaggiando in treno fra Viterbo, Orte e Roma. Ha esordito con Fumisteria, pubblicato dalla GBM nel 2006 (poi Sellerio, 2015) ambientato nella Sicilia degli anni cinquanta con la strage di Portella della Ginestra sullo sfondo, con cui ha vinto il "Premio Vittorini opera prima 2007". L'anno seguente ha pubblicato per Minimum Fax È finito il nostro carnevale, una favola picaresca sull'uomo che ha rubato la Coppa Jules Rimet, tradotto in tedesco con il titolo: Die Trophäe. Il terzo romanzo, La rivincita di Capablanca (Minimum Fax, 2008), è incentrato sulla figura del campione di scacchi cubano José Raúl Capablanca, tradotto in lingua tedesca con il titolo Die letzte Partie (Kein & Aber, Zurigo, 2009). Nel 2010 pubblica sempre con Minimum Fax il libro Holden, Lolita, Zivago e gli altri, che nel 2015 diventerà Il libro dei personaggi letterari. Dal dopoguerra a oggi, trecento ritratti in prima persona di protagonisti e comprimari dei migliori romanzi italiani e stranieri del secondo Novecento.
A fine ottobre del 2012 esce per Sellerio L'ultimo ballo di Charlot. Il romanzo, ancora prima di essere pubblicato, diventa un caso editoriale al Salone del Libro di Francoforte, gli editori stranieri ne acquistano i diritti e verrà tradotto in diciannove lingue. L'anno dopo, il libro vince il Premio Selezione Campiello 2013 e ottiene molti altri prestigiosi riconoscimenti. Ha collaborato con vari quotidiani e riviste, e dal 2013 con Lettre internationale (edizione tedesca). Sempre nel 2013 cura l'edizione italiana di Curarsi con i libri, Rimedi letterari per ogni malanno, di Ella Berthoud e Susan Elderkin presso Sellerio editore, redigendo tutte le schede relative alla letteratura italiana, e scrive il testo del libro fotografico La città nascosta di Bruno Tobia sulla prima Università di Roma La Sapienza. Nel 2014 esce sempre per Sellerio Come un respiro interrotto. Del 2015 è la sua prima graphic novel dal titolo La leggenda di Zumbi l'immortale, illustrata da Federico Appel (Sinnos editore). Del 2016, La lettrice scomparsa (Sellerio), che vince il Premio Scerbanenco. Sempre del 2016 il romanzo per ragazzi L'alfabeto di Zoe (Bompiani). 
Del 2017, il romanzo di genere fantastico Angelica e le comete (Sellerio). Nel 2017 scrive anche il programma televisivo "L'attimo fuggente. Storie quasi vere di poeti" che racconta la poesia e dieci poeti del Novecento italiano, prodotto da Minimum Fax Media e in onda su Rai 5. Alla fine dell'anno cura Crescere con i libri, Rimedi letterari per mantenere i bambini sani, saggi e felici di Ella Berthoud e Susan Elderkin. Dal settembre 2017 collabora alla narrativa e ai classici italiani di Minimum Fax. Nel 2018 escono Ogni coincidenza ha un’anima (Sellerio) e Con in bocca il sapore del mondo (Minimum Fax), che raccoglie i monologhi in prima persona dei poeti protagonisti della trasmissione televisiva. Nel 2019 pubblica per Sinnos l'albo illustrato da Veronica Truttero, La gamba di legno di mio zio, e nel 2020, Uccido chi voglio (Sellerio), il cui titolo nasce dalla sua identità d’origine albanese. Nel 2021 pubblica il romanzo Mastro Geppetto (Sellerio), che l'anno successivo vince il Premio Croce, il Premio Dessì, il Premio Stresa. 
Nel 2023 escono Notturno francese ed E d'ogni male mi guarisce un bel verso. Breve discorso su Dante, la poesia e il dolore, e l’anno dopo Bebelplatz. La notte dei libri bruciati.
Nel 2024 gli viene assegnato il Premio Hermann Kesten dal Pen Deutschland per la difesa della libertà di parola. Queste le motivazioni del Premio: "Fabio Stassi scrive come un cosmopolita e un illuminista nello spirito dell'umanesimo radicale, proprio della tradizione narrativa del Mediterraneo. Esprime ad alta voce la sua preoccupazione, il suo orrore e il suo disgusto per i sintomi di un'infezione che ci riporta ai fantasmi del passato, alle dittature del XX secolo e ai loro metodi."
Bebelplatz. La notte dei libri bruciati è selezionato nella cinquina del Premio Campiello 2025.  
Ha scritto testi per la cantante e compositrice romana Pilar, con cui ha vinto nel 2005 il premio indetto dalla rivista L'isola che non c'era e patrocinato dal Club Tenco e nel 2007 la XVIII edizione del Musicultura di Macerata. Nello stesso anno, insieme al compositore Franco Piana e alla stessa Pilar, ha collaborato alla direzione artistica del primo disco della cantautrice Femminile singolare (ValterCasiniMusic), finalista al premio Tenco opera prima 2007. Nel 2010, ha firmato il testo della canzone Calati giunco, con cui Pilar ha vinto il premio come Migliore Interpretazione alla Pjesma Mediterana, il festival della canzone del Mediterraneo di Budva, in Montenegro. 
Ha pubblicato molti articoli e saggi letterari in varie testate giornalistiche, e collabora da molti anni con Lettre internationale.

## Opere

### Romanzi
- Fumisteria, GBM, Messina, 2006; Palermo, Sellerio, 2015.
- È finito il nostro carnevale, Roma, minimum fax, 2007.
- La rivincita di Capablanca, Roma, minimum fax, 2008.
- L'ultimo ballo di Charlot, Palermo, Sellerio, 2013.
- Come un respiro interrotto , Palermo, Sellerio, 2014.
- La lettrice scomparsa, Palermo, Sellerio, 2016.
- Angelica e le comete, Palermo, Sellerio, 2017.
- Ogni coincidenza ha un'anima, Palermo, Sellerio, 2018.
- Con in bocca il sapore del mondo, Roma, minimum fax, 2018.
- Uccido chi voglio, Palermo, Sellerio, 2020.
- Mastro Geppetto, Palermo, Sellerio, 2021.
- Notturno francese, Palermo, Sellerio, 2023.

### Saggi
- Holden, Lolita, Zivago e gli altri. Piccola enciclopedia dei personaggi letterari (1946-1999), Roma, minimum fax, 2010.
- Il libro dei personaggi letterari. Dal dopoguerra a oggi, Roma, minimum fax, 2015.
- E d'ogni male mi guarisce un bel verso. Breve discorso su Dante, la poesia e il dolore, Palermo, Sellerio, 2023.
- Bebelplatz. La notte dei libri bruciati, Nota di Alberto Manguel, Collana La memoria n.1316, Palermo, Sellerio, 2024, ISBN 978-88-389-4721-6.

### Libri per ragazzi
- La leggenda di Zumbi l'immortale (graphic novel), illustrazioni di Federico Appel, Roma, Sinnos, 2015.
- L'alfabeto di Zoe, Milano, Bompiani, 2016.
- La gamba di legno di mio zio, illustrazioni di Veronica Truttero, Roma, Sinnos, 2019.

### Curatele
- Ella Berthoud-Susan Elderkin, Curarsi con i libri. Rimedi letterari per ogni malanno, Palermo, Sellerio, 2013; nuova ed. accresciuta, 2016.
- Ella Berthoud e Susan Elderkin, Crescere con i libri, Rimedi letterari per mantenere i bambini sani, saggi e felici, Palermo, Sellerio, 2017.

### Racconti e collaborazioni
- "Melù", in:  Chiara Belliti, Bonus tracks. Scrittori italiani per Rolling Stone Magazine, Milano, Oscar Mondadori, 2007.
- “Waharan”, in: I racconti del Calvados, Roma, La Lepre, 2009.
- "Il figlio del Re", in:  Camilleri, Cornia, Pariani, Rea, Recami, Stassi, Articolo 1. Racconti sul lavoro, Palermo, Sellerio, 2009.
- "Der Schuhe fur die Toten", in:  Autori vari, Der Mann meines lebens, Zurigo, Kein & Aber, 2010.
- Bruno Tobia-F. Stassi, La città nascosta, (libro fotografico) Roma, Camera 21, 2013.
- "Anatomia del pendolare", in: Almanacco Sellerio 2014-2015, Palermo, Sellerio, 2014.
- Il racconto onesto: 60 scrittori, 60 risposte, a cura di Goffredo Fofi, Roma, Edizioni Contrasto, 2015.
- “Stazione Termini”, in: Calaciura, Di Gregorio, Manzini, Stassi, Tedoldi, Valerio, Storie dalla città eterna, Palermo, Sellerio, 2015.
- “Valzer per Euridice”, in: Panamericana. Scrittori italiani raccontano scrittori latinoamericani, a cura di Alessandro Raveggi, Roma, La Nuova Frontiera, 2016.
- "Alla fine tutto torna al Monte dei Pegni", in: Storie di Natale, Palermo, Sellerio, 2016.
- "Per tutte le destinazioni", in: Agnello Hornby, Aykol, Camilleri, Costa, Giménez-Bartlett, Malvaldi, Manzini, Piazzese, Recami, Robecchi, Savatteri, Stassi Un anno in giallo, Palermo, Sellerio, 2017.
- Vincenzo Di Pasquale-F. Stassi, I ricordi hanno le gambe lunghe, Alcamo, Ernesto Di Lorenzo, 2017.
- "Congedo", in: Galateria, Giménez-Bartlett, Cataluccio,Stassi, Spencer, Alajmo, Vivere con i classici, Palermo, Sellerio, 2020.
- "Triste, solitario e alla fine", in: Una settimana in giallo, Palermo, Sellerio, 2021.
- "Fino a che la realtà non ci separi", in: Una notte in giallo, Palermo, Sellerio, 2022.

## Premi e riconoscimenti
- Premio L'isola che non c'era 2005 con le canzoni Scacco matto e Piuma per la cantante Pilar.
- Musicultura XVIII 2007 con la canzone Gente che resta[4] per la cantante Pilar.
- Premio Vittorini opera prima 2007 con il romanzo Fumisteria[5].
- Premio Palmi 2009 con il romanzo La rivincita di Capablanca[6].
- Premio Coni per la narrativa sportiva 2009 con il romanzo La rivincita di Capablanca[6][7].
- Finalista Premio Dessì 2013 con il romanzo L'ultimo ballo di Charlot.
- Premio Cielo d'Alcamo 2013 con il romanzo L'ultimo ballo di Charlot[6].
- Premio Caffè corretto città di Cave 2013 con il romanzo L'ultimo ballo di Charlot[8].
- Premio letterario Racalmare Leonardo Sciascia 2013 con il romanzo L'ultimo ballo di Charlot.[9]
- Premio Alassio Centolibri - Un autore per l'Europa 2013 con il romanzo L'ultimo ballo di Charlot.[10]
- Premio Selezione Campiello 2013 con il romanzo L'ultimo ballo di Charlot.[11]
- Premio Letterario Chianti 2014 con il romanzo L'ultimo ballo di Charlot[12].
- Premio della critica 'Coppa dei Lettori Linkiesta-Finzioni 2014 con il romanzo Come un respiro interrotto[13]	.
- Premio Porta d'Oriente 2014 con il romanzo Come un respiro interrotto[14].
- Premio Scerbanenco 2016 per il romanzo La lettrice scomparsa[15][16].
- Premio Letteraria menzione speciale "Letteraria in Città" 2017 con il romanzo La lettrice scomparsa.
- Premio Giovanni Arpino 2017 (categoria 12-15 anni) per il romanzo L'alfabeto di Zoe[17].
- Premio Letterario città di Siderno 2017 per il romanzo Angelica e le comete[18].
- Premio della critica Leggo Quindi Sono 2020 per Con in bocca il sapore del mondo[19].
- Premio nazionale di cultura Benedetto Croce 2022 per la narrativa per Mastro Geppetto[20].
- Premio Dessì 2022 per la narrativa per Mastro Geppetto[21].
- Premio Stresa 2022 per la narrativa per Mastro Geppetto[22].
- Finalista al Premio Napoli 2022 per la narrativa per Mastro Geppetto.
- Finalista al Premio internazionale Scrivere per amore 2023 con Notturno francese (Sellerio 2023)
- Premio Hermann Kesten 2024 assegnato dal PEN Deutschland per la difesa della libertà di parola.
- Premio Selezione Campiello 2025 con Bebelplatz. La notte dei libri bruciati.